# Мобільний серверний сервіс як послуга
Мобільний серверний сервіс як послуга (також відомий як Серверний сервіс як послуга; англ. Mobile backend as a service, скорочено MBaaS)   — це модель, яка надає розробникам вебпрограм та мобільних додатків можливість пов’язати свої програми з хмарним сховищем серверної бази та API, які піддаються додаткам, а також забезпечують такі функції, як управління користувачами, push-сповіщення та інтеграція з послугами соціальних мереж. Ці послуги надаються за допомогою спеціальних наборів для розробки програмного забезпечення (SDK) та інтерфейсів прикладного програмування (API). BaaS — відносно недавній розвиток у хмарних обчисленнях більшість стартапів BaaS датуються 2011 роком або пізнішою датою.   Хоча галузь досі зароджується, тенденції вказують на те, що ці послуги набувають загальної популярності серед корпоративних споживачів.

## Призначення
Вебпрограми та програми для мобільних пристроїв вимагають подібного набору функцій на сервері, включаючи службу сповіщення, інтеграцію з соціальними мережами та хмарне сховище.  Кожен із цих сервісів має свій власний API, який повинен бути індивідуально включений у програму — процес, який може зайняти багато часу та ускладнитися для розробників додатків. Постачальники BaaS утворюють міст між інтерфейсом програми та різними хекбендами на основі хмари за допомогою уніфікованого API та SDK.
Забезпечення послідовного способу управління серверними даними означає, що розробникам не потрібно переробляти власний серверний сервіс для кожної із служб, до яких їхні програми повинні отримати доступ, потенційно заощаджуючи час і гроші.  
Хоча подібний до інших бізнес-моделей хмарних обчислень, таких як програмне забезпечення як послуга (SaaS), інфраструктура як послуга (IaaS) та платформа як послуга (PaaS), BaaS відрізняється від цих інших служб тим, що конкретно звертається до потреби в хмарних обчисленнях розробників веб і мобільних додатків, забезпечуючи уніфікований спосіб підключення своїх програм до хмарних служб. 

## Постачальники послуг
Кожен постачальник послуг BaaS пропонує дещо інший набір серверних інструментів та ресурсів. Серед найпоширеніших послуг — служба сповіщень, зберігання та спільне використання файлів, інтеграція із такими соціальними мережами, як Facebook та Twitter, служби розташування, збереження та запити бази даних, функції обміну повідомленнями та чату, управління користувачами, управління бізнес-логікою та інструменти аналізу використання. 
Постачальники BaaS мають широкий фокус, надаючи SDK та API, які працюють для розробки додатків на багатьох платформах, таких як iOS, Android, Blackberry, Windows Phone, HTML5 та інші.

### Бізнес-модель
Постачальники BaaS отримують прибуток від своїх послуг різними способами, часто використовуючи модель freemium. Згідно з цією моделлю, клієнт отримує певну кількість безкоштовних активних користувачів або дзвінки API щомісяця і сплачує плату за кожного користувача або дзвінок понад цей ліміт. Крім того, клієнти можуть заплатити встановлену плату за пакет, який дозволяє збільшити кількість дзвінків або активних користувачів на місяць. Існують також платні тарифи, які роблять ціни більш передбачуваними. Деякі постачальники пропонують необмежену кількість дзвінків через API у своїх безкоштовних пропозиціях тарифів. Хоча BaaS найчастіше пропонується як комерційна послуга, доступні опції з відкритим кодом.